# Kinnaur (huyện)
Huyện Kinnaur là một huyện thuộc bang Himachal Pradesh, Ấn Độ. Thủ phủ huyện Kinnaur đóng ở Reckong Peo. Huyện Kinnaur có diện tích 6401 ki lô mét vuông. Đến thời điểm năm 2001, huyện Kinnaur có dân số 83950 người.